# Eustache Asseline
Pour les articles homonymes, voir Asseline.
Eustache Asseline, dit Dom Eustache de Saint-Paul, en latin Eustachius a Sancto Paulo, est un religieux français, moine cistercien de la congrégation des Feuillants, né à Paris en 1575, mort également à Paris en 1640.

## Carrière
Son père, Eustache Asseline, seigneur de Champeaux, était avocat au Parlement de Paris. Sa mère, Marie le Grand, était, entre autres, cousine de Claude Mangot (garde des sceaux en 1616). Il fit de brillantes études à la Sorbonne en même temps que Pierre de Bérulle (hospes de l'université en 1600, prieur en 1603, docteur en 1604). L'année même de son doctorat, sa profonde admiration pour Bernard de Clairvaux et sa dévotion pour la Vierge Marie le conduisirent au couvent des Feuillants, et il prononça ses vœux en 1606.
Dans le domaine intellectuel, attaché à la faculté de théologie de Paris, il publia notamment en 1609 une Summa philosophiæ quadripartita qui fut un des principaux manuels de philosophie du XVIIe siècle, réimprimée une vingtaine de fois jusqu'en 1649. Ce fut à l'époque l'exposition la plus claire et complète de la philosophie scolastique, admirée par Descartes qui envisagea de s'en servir comme base pour une réfutation de cette philosophie.
Il exerça d'importantes responsabilités dans sa congrégation (visiteur général en 1620), et joua un grand rôle auprès du cardinal de La Rochefoucauld, nommé en 1622 « commissaire apostolique » chargé de réformer les ordres religieux anciens du royaume. Aux côtés notamment du jésuite Étienne Binet, du bénédictin Colomban Régnier, du dominicain Georges Laugier et du minime Pierre Guérin, il prit une part active aux conférences convoquées par le cardinal, et participa notamment au rétablissement de l'observance régulière chez les Augustins, les Bénédictins, les Clunisiens et les Cisterciens. Il fut aussi connu dans la capitale pour son action auprès des moniales, proche à la fois de Barbe Acarie et des carmélites de Pontoise, et des sœurs de Port-Royal après la « Journée du Guichet » (1609). Il fut introduit dans cette dernière communauté par son ami le capucin Archange de Pembroke et en devint directeur spirituel et confesseur. Il était un proche de la famille Arnauld (notamment des parents Antoine Arnauld et Catherine Marion, et de l'aîné des enfants Robert Arnauld d'Andilly). Il soutint l'abbesse Angélique Arnauld dans son entreprise de réforme de l'abbaye de Maubuisson (1618/23).
Jusqu'à sa mort en 1640, Eustache de Saint-Paul exerça un ascendant spirituel important en France du fait de la renommée de ses écrits et de l'influence considérable dont il jouissait auprès de très nombreuses communautés religieuses. Son biographe et disciple Antoine Lejeune affirme que les Célestins, les Cordeliers, les Carmes, les religieuses de Fontevrault, de Chelles, de Malnoue, du Val-de-Grâce de Bièvres et de Pontoise faisaient très souvent appel à ses services. Devant le foisonnement de cette activité, il en oublie d'ailleurs de citer les Ursulines : Eustache de Saint-Paul fut leur supérieur à Paris, et révisa le coutumier de celles de Tours. Avec son ancien condisciple Pierre de Bérulle, et son ami François de Sales, il fut l'un des hommes-clefs du renouveau de la vie religieuse en France à cette époque.

## Biographie
- Antoine de Saint-Pierre (Antoine Lejeune), Vie du R. P. Dom Eustache de Saint-Paul Asseline, docteur de Sorbonne, et religieux de la congrégation de N.-D. des Feuillants. Ensemble quelques opuscules spirituels, utiles aux âmes pieuses et religieuses, le tout recueilli par un religieux de la même congrégation, Paris, G. Josse, 1646.

## Œuvres
- Summa philosophiæ quadripartita, de rebus dialecticis, ethicis, physicis et metaphysicis, Paris, C. Chastelain, 1609 ; seconde édition, Paris, 1611 ; troisième édition, Paris, 1614 ; 1616 ; 1618 ; 1619 ; Lyon, 1620 ; septième édition, Paris, 1623 ; Lyon, 1626 ; Cologne, 1629 ; 1634 ; Cologne et Genève, 1638 ; 1640 ; 1647 ; Cambridge, 1648 ; 1649.
- Summa theologiæ tripartita, de Deo rebusque divinis ac supernaturalibus, 2 vol., Paris, 1613-1616.
- Exercices spirituels, contenant plusieurs méditations très efficaces pour retirer les âmes du péché et les avancer aux vertus chrétiennes et religieuses, et à la parfaite union d'amour avec Dieu, Paris, 1623 ; Paris, 1630 ; édition augmentée de six méditations par l'auteur, Paris, 1640.
- Adresse spirituelle, contenant une facile pratique des moyens de se perfectionner en la voie du salut, augmentée d'un Traité des facultés et puissances de l'âme, Paris, 1635.
- Ethica, sive Summa moralis disciplinæ, in tres partes divisa, Cambridge, 1654 ; Londres, 1671.